# Carbasea mediocris
Carbasea mediocris är en mossdjursart som beskrevs av Hayward och Cook 1979. Carbasea mediocris ingår i släktet Carbasea och familjen Flustridae. Inga underarter finns listade i Catalogue of Life.